# Čečina, Doljevac
Čečina (izvirno srbsko Чечина) je naselje v Srbiji, ki upravno spada pod Občino Doljevac; slednja pa je del Niškega upravnega okraja.

## Demografija
V naselju, katerega izvirno (srbsko-cirilično) ime je Чечина, živi 694 polnoletnih prebivalcev, pri čemer je njihova povprečna starost 43,8 let (42,7 pri moških in 45,1 pri ženskah). Naselje ima 224 gospodinjstev, pri čemer je povprečno število članov na gospodinjstvo 3,72.
To naselje je, glede na rezultate popisa iz leta 2002, večinoma srbsko, a v času zadnjih treh popisov je opazno zmanjšanje števila prebivalcev.
|  |

| Demografija | Demografija     | Demografija     |
| Leto        | Št. prebivalcev | Št. prebivalcev |
| ----------- | --------------- | --------------- |
|             |                 |                 |
|             |                 |                 |
|             |                 |                 |
|             |                 |                 |
| 1948        | 939             |                 |
| 1953        | 1004            |                 |
| 1961        | 1054            |                 |
| 1971        | 956             |                 |
| 1981        | 953             |                 |
| 1991        | 914             | 910             |
| 2002        | 839             | 834             |
|             |                 |                 |

| Etnična sestava po popisu iz leta 2002 | Etnična sestava po popisu iz leta 2002 | Etnična sestava po popisu iz leta 2002 | Etnična sestava po popisu iz leta 2002 | Etnična sestava po popisu iz leta 2002 |
| -------------------------------------- | -------------------------------------- | -------------------------------------- | -------------------------------------- | -------------------------------------- |
| Srbi                                   | Srbi                                   |                                        | 803                                    | 96,28%                                 |
| Romi                                   | Romi                                   |                                        | 21                                     | 2,51%                                  |
| Neznano                                | Neznano                                |                                        | 6                                      | 0,71%                                  |